# Renato Ruggiero
Renato Ruggiero (ur. 9 kwietnia 1930 w Neapolu, zm. 4 sierpnia 2013 w Mediolanie) – włoski prawnik, polityk, dyplomata, były minister spraw zagranicznych i dyrektor generalny WTO.

## Życiorys
Ukończył studia prawnicze na Uniwersytecie w Neapolu, podjął następnie pracę we włoskiej służbie dyplomatycznej. Był pracownikiem konsulatu w São Paulo, następnie ambasad w Moskwie i Waszyngtonie. W 1964 objął w kraju stanowisko dyrektora sekretariatu ds. stosunków politycznych we włoskim MSZ, później został urzędnikiem w ambasadzie w Belgradzie. W 1970 powierzono mu funkcję szefa gabinety przewodniczącego Komisji Europejskiej – Franca Malfattiego. Pozostał w KE kolejno jako doradca polityczny Sicca Mansholta, dyrektor generalny ds. polityki regionalnej i rzecznik prasowy Roya Jenkinsa.
W 1978 powrócił ponownie do Rzymu, zajmował różne stanowisko w resorcie spraw zagranicznych. Był m.in. doradcą premiera i szefem gabinetu dwóch ministrów. W 1980 objął urząd ambasadora – stałego przedstawiciela Włoch przy Wspólnotach Europejskich w Brukseli. W 1984 został dyrektorem generalnym ds. stosunków gospodarczych, a w latach 1985–1987 był sekretarzem generalnym MSZ.
Pomiędzy 1987 a 1991 pełnił funkcję ministra ds. handlu zagranicznego w kolejnych rządach. Kolejne lata spędził na kierowniczych i doradczych stanowiskach w różnych krajowych i zagranicznych przedsiębiorstwach, m.in. w koncernie motoryzacyjnym FIAT. W okresie 1995–1999 był dyrektorem generalnym Światowej Organizacji Handlu. Powrócił następnie do biznesu, przez kilka miesięcy kierował korporacją Eni.
Od czerwca 2001 do stycznia 2002 sprawował urząd ministra spraw zagranicznych w trzecim rządzie Silvia Berlusconiego. Po odejściu z tej funkcji ponownie zajął się działalnością w instytucjach gospodarczych, objął m.in. stanowisko prezesa Citigroup w Szwajcarii.
W 1985 odznaczony Krzyżem Wielkim Orderu Zasługi Republiki Włoskiej.